# Ann Lawrence Durviaux
Ann Lawrence Durviaux (* 13. August 1968 in Namur, Belgien; † 15. August 2021 in Gouvy, Belgien) war eine belgische Juristin, Hochschullehrerin und Rechtsanwältin. Zuletzt war sie ordentliche Professorin an der Fakultät für Rechtswissenschaft, Politikwissenschaft und Kriminologie an der Université de Liège.

## Biografie
Ann Lawrence Durviaux schloss ihr Jurastudium an der Universität Lüttich 1993 mit der Promotion magna cum laude ab. Sie begann eine Laufbahn als Rechtsanwältin mit Spezialisierung auf öffentliches Recht und Verwaltungsrecht, insbesondere im Bereich des öffentlichen Auftragswesens und der öffentlich-privaten Partnerschaften, während sie gleichzeitig eine Karriere an der Universität verfolgte. Zunächst war sie ab 1993 wissenschaftliche Mitarbeiterin, dann Doktorandin, Dozentin und schließlich Professorin. Von 1993 bis 2006 war sie Assistentin von Paul Lewalle am Lehrstuhl für Verwaltungsrecht und Prozessführung. Von 1995 bis 1998 absolvierte sie ihr Referendariat in der Anwaltskanzlei Hannequart & Rasir, wo sie hauptsächlich mit dem Präsidenten der Anwaltskammer André Delvaux zusammenarbeitete. Von 1998 bis 1999 arbeitete sie bei Haumont Scholasse Pâques, hauptsächlich mit Diane Déom. Ab 2000 war sie Anwältin in Namur und arbeitete mit Claire Doyen-Biver zusammen. In diesen Jahren sammelte sie Lehrerfahrung im Rahmen der sozialen Förderung, der Hochschulbildung und der Weiterbildung, bevor sie sich ganz der universitären Lehre und Forschung im Fachbereich Politikwissenschaft widmete.
Ann Lawrence Durviaux hatte mehrere Mandate an der Universität Lüttich inne. Sie war Lehrstuhlinhaberin für Politikwissenschaft, Prodekanin für die Lehre an der Fakultät für Rechtswissenschaft, Politikwissenschaft und Kriminologie, Vorsitzende des Sektorkomitees für die Lehre im Bereich der Geisteswissenschaften. Ab 2007 war sie Direktorin von LEDAREL, einem Forschungs- und Fortbildungslabor für lokale Behörden.
Am 15. August 2021 fand man Ann Lawrence Durviaux zusammen mit ihrer Geliebten, der Managerin Nathalie Maillet, in Gouvy in Belgien erschossen auf. Maillets Ehemann Franz Dubois, bei den es sich um den Täter handeln soll, rief die Polizei an, bevor er Suizid verübte. Durviaux wurde am 23. August im Krematorium von Ciney beigesetzt.